# Jugend creativ

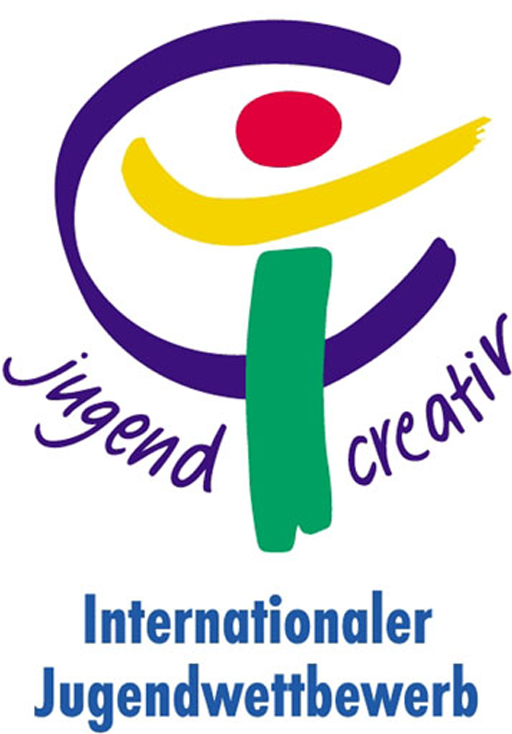
Logo des Wettbewerbs

Der seit 1970 jährlich veranstaltete Internationale Jugendwettbewerb jugend creativ ist der größte Jugendwettbewerb der Welt mit einem Eintrag im Guinness-Buch der Rekorde. In jedem Jahr nehmen circa 1,3 Millionen Kinder und Jugendliche teil. Beteiligen können sich Kinder ab der 1. bis zur 13. Klasse. Die Teilnahme ist in den Disziplinen Malen/Bildgestaltung (ab 1. Klasse) und Kurzfilm möglich. Die besten Arbeiten werden zunächst auf örtlicher, dann auf regionaler, bundesweiter und letztlich auf internationaler Ebene ausgezeichnet. Das Wettbewerbsthema wechselt jährlich.
In Deutschland wird jugend creativ von vielen teilnehmenden Volksbanken und Raiffeisenbanken ausgerichtet. In Finnland, Frankreich, Italien (Südtirol), Luxemburg, Österreich und der Schweiz, wo der Wettbewerb ebenfalls stattfindet, richten die dortigen Genossenschaftsbanken den Wettbewerb aus.
Der Wettbewerb greift wichtige Themen und Ereignisse der Zeit auf, für die sich insbesondere Kinder und Jugendliche interessieren. Er ermöglicht eine kreative Auseinandersetzung mit jährlich wechselnden Themen. Mit jugend creativ möchten die Volksbanken und Raiffeisenbanken einen Beitrag zur Persönlichkeitsentwicklung junger Mitmenschen anbieten und die Schulen in ihrem pädagogischen Auftrag ergänzen und unterstützen. Kinder und Jugendliche sollen zu jungen Weltbürgern werden, die mit Neugierde und Interesse ihre Gesellschaft und damit ihre Zukunft mitgestalten. jugend creativ ist Teil eines breit angelegten gesellschaftlichen Engagements der Volksbanken und Raiffeisenbanken.

## Teilnahmebedingungen
Im Bereich Malen/Bildgestaltung können alle Schüler der 1. bis 13. Klasse sowie Jugendliche bis 18 Jahre, die die Schule bereits abgeschlossen haben, teilnehmen. Jeder darf nur ein Bild malen, Gruppenarbeiten sind nicht zulässig. Die Bilder werden nach Altersklassen getrennt von neutralen Jurys auf Orts-, Landes-, Bundes- und auf internationaler Ebene bewertet. Die jeweils besten Bilder werden weitergereicht. Alle Techniken der Bildgestaltung sind erlaubt, wie z. B. Malen, Zeichnen, grafisches Gestalten, Collagen, Montagen, Fotografie und digitale Bildbearbeitung. Die Arbeit muss im Format DIN A 3 (42 × 30 cm) eingereicht werden.
Im Bereich Kurzfilm können alle Schüler der 5. bis 13. Klasse sowie Jugendliche bis 18 Jahre, die die Schule bereits abgeschlossen haben, teilnehmen. Die Filme werden alle zusammen in einer gemeinsamen Wertungsgruppe auf Landes- und Bundes-, teilweise auch auf Ortsebene juriert. Die jeweils besten Filme werden weitergereicht. Alle Film- und Videotechniken sowie am Computer erstellte Clips sind zugelassen. Alle Filmsparten von Spiel- bis Dokumentarfilm, Clip, Trailer, Trick- und Experimentalfilm oder auch Mischformen sind möglich. Der Film sollte nicht länger als fünf Minuten, allerhöchstens darf er zehn Minuten lang sein. Einzureichen ist eine Kopie des Filmes auf DVD in einem mit einem handelsüblichen DVD-Player abspielbaren Format oder auf VHS-Kassette.
Die eingereichten Beiträge können in der Regel nicht zurückgegeben werden. Die Gewinner werden benachrichtigt. Der Rechtsweg ist ausgeschlossen. Angehörige von Mitarbeitern einer Genossenschaftsbank können ebenfalls teilnehmen, ihre Arbeiten werden jedoch gesondert bewertet.